# 最食人间烟火色
《最食人間煙火色》（Falling Before Fireworks）是一部2023年中國大陸網絡劇。由上海景焯文化傳媒有限公司、嘻哈文化傳媒（天津）有限公司出品，吳奇隆、武義璟園古民居、武義宏辰文化聯合出品。由梁國冠、王輝執導，王曉翠编劇，盧洋洋、陳鑫海領銜主演。全集於2023年3月31日在愛奇藝上線。

## 主要演员
| 演員   | 角色   | 简介 |
| 盧洋洋 | 司清   | 南城銀行信貸部客户經理，工作表現出色，甚得上司器重。因父母在她年少時離異，與父母關係疏離，渴望有一個家。在一次追債過程中遇見景琛，提出與他閃婚，並在同一天閃離。 |
| 陳鑫海 | 景琛   | 没車没房，卻坐擁田園，與青山綠水為伍的手工匠人。原本是孤兒，被景爺爺收養。在慢節奏的鄉野，守護傳統手工藝。                                                       |
| 南笙   | 雲篇   | 漢服設計師及網紅，景琛的同學兼初戀。 |
| 趙振廷 | 景木聖 | 原名景檉，景爺爺的親孫子，景琛的哥哥。 |
| 籍皓   | 池中煜 | 在南城銀行工作的富二代，是司清的徒弟，畢業於美院，是景琛和雲篇的師弟。                                                                                           |